# Coexister
Pour l’article homonyme, voir Coexister (film).
Coexister est un mouvement indépendant de jeunes qui militent pour la paix et la cohésion sociale en s'appuyant sur la diversité de convictions religieuses, entre croyants de différentes confessions et non-croyants. Les membres sont de différentes convictions religieuses, philosophiques et spirituelles : chrétiens, musulmans, Juifs, bouddhistes, athées et agnostiques. Ils organisent des rencontres pour favoriser la mixité sociale et animent des ateliers de sensibilisation dans les collèges et lycées pour témoigner de leur engagement, échanger sur le fait religieux, déconstruire les préjugés et expliquer la laïcité,.

## Organisation
Coexister est un mouvement d'éducation populaire dirigé, mené et administré entièrement par des jeunes entre 15 et 35 ans. En France, l'association Coexister France est organisée sous la forme juridique de la loi de 1901. Elle est reconnue d'intérêt général depuis 2012, agréée « Entreprise solidaire d'utilité sociale » depuis 2014 et agréée « Jeunesse et éducation populaire » par le ministère de l'Éducation nationale depuis mars 2019,. Elle se définit comme pratiquant le dialogue interconvictionnel et non interreligieux, car accueille différentes sensibilités, croyantes ou non. Elle se déclare « apartisane », c'est-à-dire rattachée à aucun parti politique, et « aconfessionnelle », c'est-à-dire indépendante de toute Église ou communauté religieuse. En Belgique, l'association Coexister Belgium est organisée sous la forme juridique d'une ASBL.
L'association est organisée en groupes locaux de quatre à vingt bénévoles dans une trentaine de villes. Ils sont accompagnés au niveau national par une équipe de dix jeunes salariés. Cette équipe est contrôlée par un conseil d'administration, élu démocratiquement par les membres adhérents, et présidé par un bureau national de cinq bénévoles.
Une autre association membre du mouvement Coexister, Interfaith Tour, conduit tous les deux ans une équipe de quatre jeunes de Coexister à réaliser un tour du monde des initiatives interreligieuses, à la rencontre des acteurs de terrain agissant pour la paix au quotidien. Ils mènent une étude de recherche. À leur retour, ils partagent leur expérience en faisant une tournée des groupes locaux.
Coexister France est membre du Labo du la Fraternité, du Cnajep et du Forum français de la jeunesse,,. En dehors de France, l'association se structure en une fédération Coexister Europe. Elle s'appuie sur le réseau mondial de la United Religions Initiative depuis 2014. Sans en être membre, elle est invitée aux rencontres internationales de l'ONG Religions for Peace. 
L'association déclare a de nombreux partenaires, comme l'UNESCO, le Commissariat général à l'Égalité des territoires, la fondation Anna Lindh, l'Agence du service civique, la Ligue de l'enseignement, l'Afev, Article 1, Singa, l'Amitié judéo-chrétienne de France, les Éclaireuses et éclaireurs israélites de France, le Consistoire de France, l'Union libérale israélite de France, le Mouvement juif libéral de France, les Scouts et Guides de France, David & Jonathan, le Diocèse de Paris, le Secours catholique, la Fondation de l'islam de France, les Scouts musulmans de France.

## Méthode
Les groupes locaux organisent des événements dans le cadre d'un parcours en trois étapes. Premièrement, des événements pour se rencontrer, dialoguer et mieux se connaître, comme des visites de lieux de culte ou d'expositions, des soirées-débats, des conférences et des repas partagés. Deuxièmement, des opérations de solidarité pour agir ensemble, organisés avec d'autres associations, comme des collectes de vêtements, des dons du sang, des mobilisations auprès des personnes sans-abri ou en faveur de l'environnement. Troisièmement, des opérations de sensibilisation pour témoigner des expériences d'engagement et d'amitié, à travers l'animation d'ateliers auprès de classes de collège et lycée, la tenue de stands publics et des campagnes de sensibilisation en ligne,,.
L'équipe nationale organise des événements pour rassembler et former les groupes locaux. Un week-end de lancement en octobre à Paris et un de clôture en juin en région marque l'année associative. Un festival thématique est organisé chaque janvier à l'abbaye de Saint-Jacut,,. L'équipe nationale organise également une formation annuelle pour approfondir l'histoire de la laïcité en France, travailler avec des spécialistes la sociologie des religions et l'exégèse des textes fondateurs. Plusieurs fois par an, des formations à la sensibilisation préparent les membres volontaires à mener les ateliers en milieux scolaires.
Un des sept principes fondamentaux de Coexister est la sincérité, qui « rejette d'un même mouvement le prosélytisme et le syncrétisme ». La « coexistence active » n'est pas non plus un relativisme, dire que toute croyance ou pratique religieuse se vaut. Coexister reconnaît que l'identité religieuse est multidimensionnelle, et que dans le cadre d'un débat authentique il est possible d'échanger sur les points qui semblent aberrants dans la conviction de l'autre, de recevoir cette critique sereinement et d'argumenter. La liberté de conscience et d'expression sont au cœur de la méthode. En dépassant la simple tolérance, l'estime mutuelle, voire l'amitié, permet de dialoguer en profondeur et à chacun de creuser ses convictions. La construction de l'unité, de la cohésion sociale, ne se fait ni par l'uniformisation des convictions ni par leur neutralisation et dissimulation. Elle passe par l'action commune au service de l'intérêt général,.
Le bureau national dirige la stratégie de l'association et porte son plaidoyer. Ses membres interviennent dans le débat public en rédigeant des tribunes et des communiqués de presse. L'association publie des livres, des cahiers de jeux et produit des vidéos pédagogiques en ligne pour sensibiliser le plus grand nombre à la diversité de convictions religieuses, former à la laïcité et promouvoir un contre-discours de paix dans les médias. Elle reçoit en 2016 pour la vidéo « La Laïcité en 3 minutes, ou presque » le Prix de la laïcité de la République française,.

## Historique

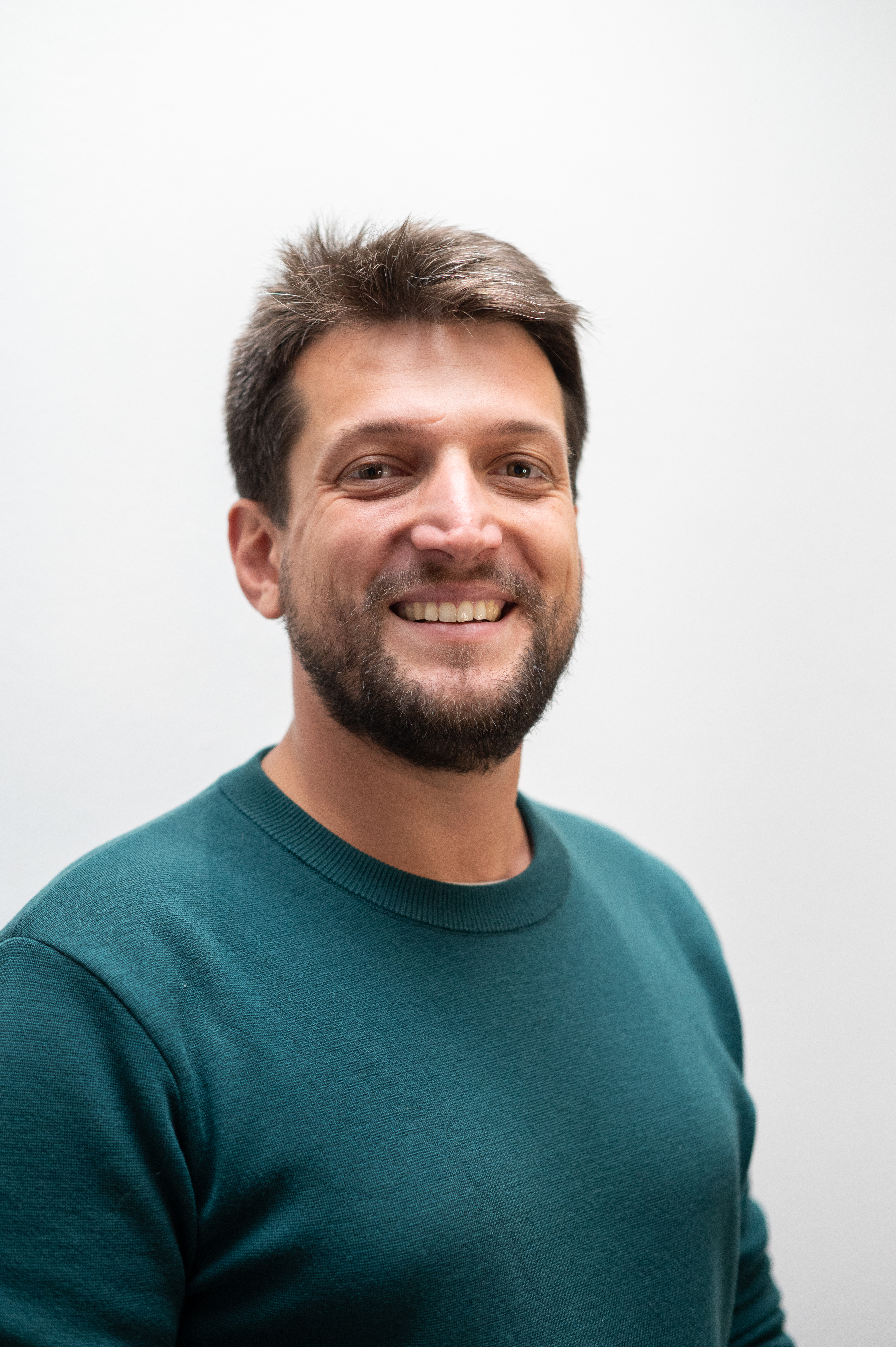
Samuel Grzybowski (en 2024).

### Fondation (2009-2010)
L'association Coexister est fondée en 2009, lors d'une manifestation pacifique à Paris organisée contre l'importation en France de la haine liée au conflit israélo-palestinien. En janvier 2009, des affrontements violents ont lieu entre les manifestations propalestinienne et pro-israélienne, dans le contexte de l'opération Plomb durci dans la bande de Gaza,. Le mercredi 14 janvier 2009, les responsables de lieux de culte du 15e arrondissement de Paris, dont l'église Saint-Léon, la synagogue Adath Shalom et la mosquée de la Miséricorde, organisent une manifestation pour la paix au théâtre de la place du Cardinal-Amette. On offre la parole à Samuel Grzybowski, âgé de seize ans, qui propose d'organiser une action commune entre jeunes de différentes convictions qui rendrait service à la société.
Onze jeunes — juifs, chrétiens, musulmans et athées — se rassemblent alors pour organiser le dimanche 31 mai 2009 une opération « Ensemble à Sang % », sous la forme d'un don de sang avec l'Établissement français du sang. L'idée est de « faire couler le sang pour la paix plutôt que pour la guerre », mais aussi de partager un repas multiculturel, signer un manifeste, assister à un lâcher de colombes, tester ses connaissances autour de stands présentant les trois monothéismes et se rencontrer entrer voisins,,. Quatre cent personnes sont présentes. Samuel Grzybowski est un jeune chrétien catholique, membre des Scouts et Guides de France. L'idée d'une association pour « créer des ponts entre les gens » est venue à Samuel en novembre 2008, après une visite du camp de concentration d'Auschwitz,,.
Le 11 septembre 2009, les statuts de l'association sont déposés à la préfecture par une juive, un musulman et un chrétien. La première assemblée générale se tient le 15 septembre 2009. Uniquement à Paris au départ, l'association s'étend à Lyon et Marseille. Le 30 mars 2010, Coexister est reçu par le rabbin Haïm Korsia, le Père Alain Maillard de la Morandais et l'islamologue Malek Chebel dans l'émission Les Enfants d'Abraham, sur Direct 8.

### Structuration (2011-2014)
En 2011, Coexister rassemble six groupes locaux. Les membres de l'association participent aux Journées mondiales de la jeunesse 2011 à Madrid.
En février 2012, Coexister obtient le statut d'association d'intérêt général, mais par souci d'honnêteté l'association demande un réexamen en novembre à la direction générale des Finances publiques. En janvier 2013, celle-ci le lui retire, sous le motif qu'elle ne pourrait « se prévaloir d'un caractère éducatif » ; l'association conteste cette affirmation, arguant qu'« en quatre ans, [elle a] organisé quatre opérations de solidarité, une dizaine de programmes de dialogue et plusieurs centaines de sensibilisations au cours desquelles [elle a] rencontré plus de 7 000 jeunes, lycéens ou étudiants ». Une campagne de protestation est alors relayée dans La Vie et La Croix, et par l'avocat Jean-Pierre Mignard. Une pétition en ligne reçoit plus de 3 500 signatures, pendant qu'un recours est déposé au tribunal administratif de Paris, puis une demande de référé, qui est rejetée. Enfin l'association se pourvoit en cassation auprès du Conseil d'État, à la suite de quoi la direction générale des Finances publiques revient sur sa décision et admet que « l'association Coexister, au-delà de ses actions qui sont à caractère éducatif, social ou culturel, revêt globalement un caractère philanthropique » le 7 août de la même année.
En 2013, l'association compte onze groupes locaux. En juillet, cinq jeunes de Coexister partent pour la première édition de l'Interfaith Tour, avec le soutien du Ministère de l'Europe et des Affaires étrangères. Ils visitent pendant dix mois 42 pays, et documentent 435 initiatives interreligieuses. Ils rencontrent notamment le pape François, le grand imam de la mosquée Al-Azhar, le pape Copte, le patriarche Maronite, et le grand-rabbin de Jérusalem. Ils rentrent en France en avril 2014, et organisent une série de conférence pour transmettre leur expérience,,,. Ils sont reçus au Palais de l'Élysée par Laurent Fabius, rencontrent Jean-Paul Delevoye, président du Conseil économique, social et environnemental et Christine Lazerges, présidente du Commission nationale consultative des droits de l'homme, puis Jean-Louis Bianco, président de l'Observatoire de la laïcité.

### Attentats et appel «#NousSommesUnis» (2015-2016)

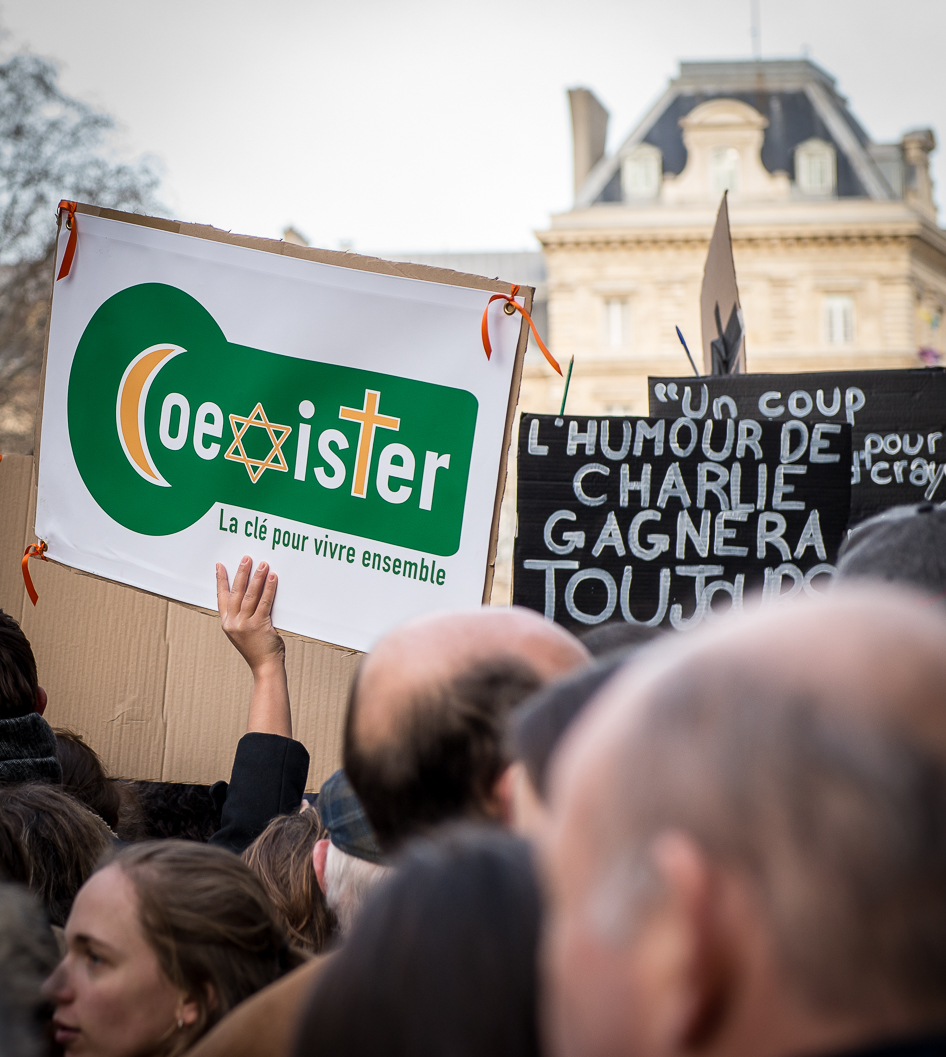
Coexister place de la République à la marche républicaine du 11 janvier 2015 (ancien logo)

Le 7 janvier 2015 a lieu l'attentat contre Charlie Hebdo. L'association appelle à participer aux marches républicaines et organise des événements en France.
Elle change de logo en février 2015. Elle reprend le symbole Coexist mais avec une typographie de lettres liées entre elles, et passe du vert au violet. La baseline passe de « La clé pour vivre ensemble » à « Éducation · Jeunesse · Laïcité » l'année suivante.
En mars, Coexister remporte, avec quatorze autres associations, le label « La France s'engage » décerné par la présidence de la République française ; c'est une des trois associations choisie directement par les internautes, en tête du classement. Elle reçoit 150 000 euros par an pendant trois ans. En 2015, l'association compte 2 000 membres, dont environ six cents membres actifs, dans vingt-et-un groupes répartis sur toute la France, ce qui a permis entre 2009 et 2015 de sensibiliser 38 000 lycéens à la laïcité, à la liberté de conscience et à la liberté d'expression,,.
En juin, durant les deuxièmes Assises nationales de l'association, Samuel Grzybowski quitte la présidence. Radia Bakhouch, diplômée de Sciences Po en relations internationales, parlant hébreu et arabe, est élue pour le remplacer. En juillet 2015, démarre la deuxième édition de l'Interfaith Tour, sur le thème de la mémoire. En septembre, le Ministère de l'Éducation nationale publie L'après-Charlie, 20 questions pour en débattre sans tabou, écrit par Jean-Louis Bianco, Lydia Bouzar et Samuel Grzybowski, président de l'association. Le 25 septembre, le Palais d'Iéna accueille le colloque « Laïcité, cohésion nationale et diversité de convictions » organisé par le CESE, la CNCDH, l'Observtoire de la laïcité et Coexister, avec des universitaires et intervenants comme Jean Baubérot, Valentine Zuber, Jean-Michel Ducomte, Xavier Guézou, Latifa Ibn Ziaten, Jean-Paul Delevoye. Le 15 octobre 2015 sont déposés à Bruxelles les statuts de l'association Coexister Europe.

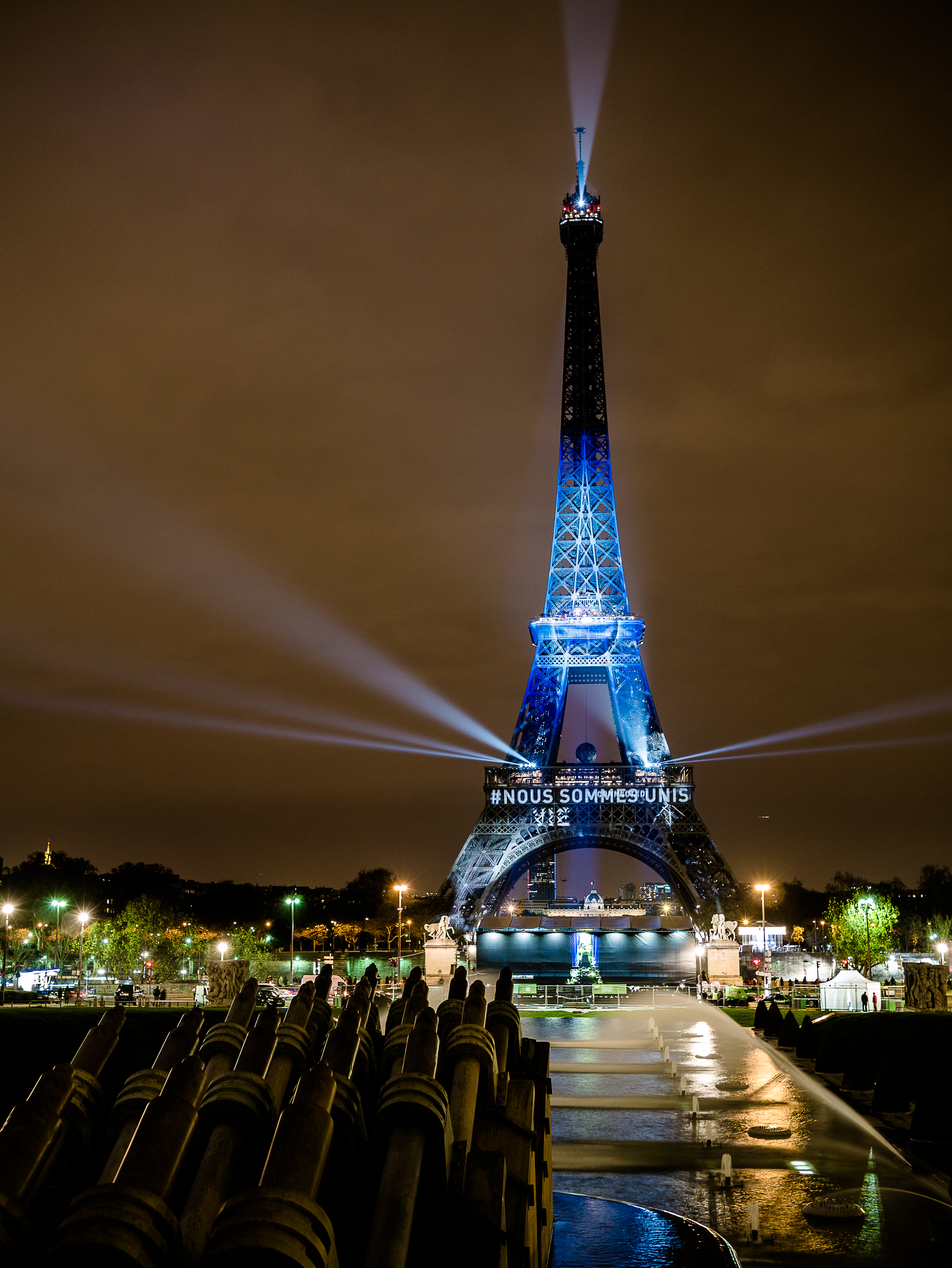
Tour Eiffel illuminée #NousSommesUnis, novembre 2015

Dans la nuit des attentats du 13 novembre 2015 en France, Coexister lance le hashtag #NousSommesUnis sur Twitter, puis un compte Facebook et Twitter à ce nom-là. L'association partage des visuels appelant à l'unité avec le hashtag, qui est repris par la Mairie de Paris et les institutions et devient trending topic,. Il est projeté sur la tour Eiffel quelques jours plus tard,. L'association reçoit le prix du meilleur influenceur positif de l'année 2016 de Twitter France.
Elle initie un appel à condamner le terrorisme sous la forme d'une tribune titrée « #NousSommesUnis ». Le texte est corédigé avec Jean-Paul Delevoye du CESE, Christine Lazerges de la CNCDH et Jean-Louis Bianco de l'Observatoire de la laïcité. Il est signé par quatre-vingts personnalités politiques, artistes, leaders associatifs et religieux et est publié le 15 novembre 2015 dans le quotidien Libération,,.
Coexister est critiqué lors de la polémique de janvier 2016 autour de l'Observatoire de la laïcité. La signature à titre personnel de Nabil Ennasri, président du Collectif des musulmans de France, du rappeur Médine et de représentants du Collectif contre l'islamophobie en France est pointé du doigt. Le 18 janvier 2016, à l'occasion du dîner du CRIF, le Premier ministre Manuel Valls critique sévèrement cette tribune, pourtant cosignée également par le directeur exécutif du CRIF lui-même, Robert Ejnesque, ainsi que par Haïm Korsia, Grand-rabbin de France. Il déclare que « L'Observatoire de la laïcité — qui est placé sous ma responsabilité — ne peut pas être quelque chose qui dénature la réalité de cette laïcité. Il doit être clair sur les appels que l'on signe : on ne peut pas signer des appels, y compris pour condamner le terrorisme, avec des organisations que je considère comme participant d'un climat (nauséabond), ça n'est pas possible »,,.
Le 20 janvier 2016, l'essayiste Caroline Fourest publie une tribune dans Le Monde, dans laquelle elle accuse Coexister d'être niais et naïf vis-à-vis de l'islam politique (islamisme). Samuel Grzybowski, fondateur de l'association, reçoit de nombreux messages sur son compte Twitter, certains menaçants, et d'autres lui reprochant de ne pas être assez laïc,,. D'après Rue 89, l'association Coexister n'est pas réellement visée : à travers elle, ce serait le président de l'Observatoire de la laïcité Jean-Louis Bianco, également signataire de l'appel, qui serait ciblé. Rue89 ajoute que Caroline Fourest, dans un article sur l'association Coexister publié dans Le Monde, «  a chargé l'asso ».
En mars 2016, l'essayiste Fiammetta Venner, compagne de Caroline Fourest, publie dans la revue ProChoix, qu'elle dirige, un long article à charge sur Coexister où elle écrit notamment que l'association fréquente des Frères musulmans et a des liens avec des associations islamistes. Elle mentionne qu'une délégation de l'association était officiellement présente en 2015 au Bourget à la rencontre annuelle de l'Union des organisations islamiques de France (UOIF), et que cette organisation est considérée comme terroriste par les Émirats arabes unis. Elle note aussi que Samuel Grzybowski « nie ses liaisons dangereuses avec les Frères musulmans », et qu'il déclare « intéressante » leur pensée. Elle écrit enfin que Coexister participe à des campagnes médiatiques avec des islamistes contre des laïques. En octobre 2016, Vladimir de Gmeline écrit dans le journal Marianne que Coexister a une vision de la laïcité « qui correspond en tout point à celle de l'Observatoire de la laïcité dirigé par Jean-Louis Bianco », « ouverte sur les religions avec une fascination pour le modèle anglo-saxon, américain ou canadien ». Coexister dément ces accusations par des tribunes dans Le Monde et Marianne,. Elle publie sur son site internet un document pour répondre aux interrogations suscité par ces polémiques.
Convivencia Conseil est fondé en 2016, pour accompagner entreprises, associations et collectivités à gérer la diversité, en particulier religieuse,. Cette année-là, Coexister entre au Forum français de la jeunesse et au comité stratégique de l'Agence du service civique.

### Développement (2017-2020)

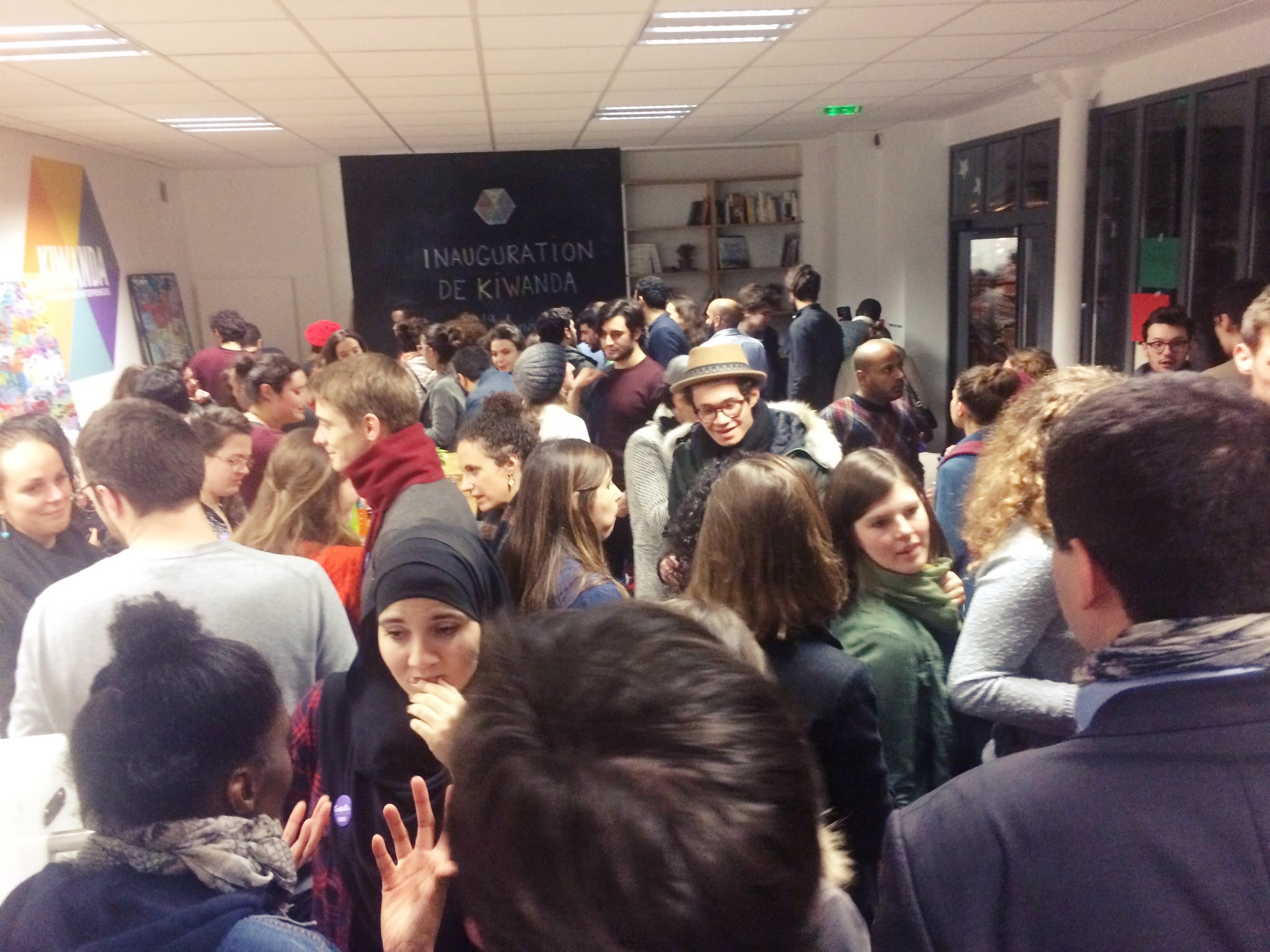
Inauguration de Kiwanda, siège de Coexister en 2017

Le 19 janvier 2017, Coexister et l'association Singa inaugurent leur siège commun, Kiwanda, un espace de coworking rue de Montreuil dans le 11e arrondissement de Paris,. Le lieu accueille des associations et entreprises de l'économie sociale et solidaire,,.
En juillet 2017 décolle la 3e édition de l'Interfaith Tour, sur le thème de l'éducation,. En 2017 et 2018, Coexister organise aux côtés de l'Afev et Unis-Cité le Forum des Jeunes Engagés - FOREJE, laboratoire d'idées et de débats aux Grands Voisins,. En mai, le groupe local de Paris organise la troisième édition de « Nuit Sacrée » à l'église Saint-Merri, avec des chœurs chrétiens, juifs, musulmans, bouddhistes et hindous, et des interventions de Jacques Toubon, Dominique Versini, Jérôme Beau, Anne Hidalgo,. En décembre, le groupe local de Bordeaux organise une porte-ouverte des lieux de culte de la ville à l'occasion de la Journées de la laïcité et du vivre ensemble. En juin 2018, Coexister y organise ses troisièmes assises nationales. Le 12 novembre 2018, la présidente Radia Bakkouch participe au Forum de Paris sur la paix.
En 2019, l'association célèbre ses 10 ans avec une soirée en avril au Trabendo, intitulée « Fête la différence ». En février, Coexister appelle à participer à la marche contre l'antisémitisme en France. En juillet, elle organise et un festival à Saint-Malo, « Le jeunes c'est aujourd'hui »,,. En août 2019 décolle la 4e édition de l'Interfaith Tour, qui rentre fin mars 2020,,. En 2020, la pandémie de Covid-19 et les mesures sanitaires affectent l'action de l'association, qui doit innover pour créer du lien même à distance. Cette année-là est signée une convention de partenariat avec l'Établissement français du sang, et Coexister entre au « Comité national d’échange - dons de sang et patients » afin de représenter l’action de la jeunesse dans les dons de sang,.
Dans le contexte des procès des attentats de janvier 2015 en France a lieu le 16 octobre 2020 l'assassinat du professeur Samuel Paty. Le 19 octobre, le journal Le Point publie un article du journaliste Clément Pétreault révélant que le rapporteur général de l'Observatoire de la laïcité, Nicolas Cadène, devrait être bientôt remplacé. Soutenu dans des tribunes par la Ligue de l'enseignement, la Ligue des droits de l'homme, la Fédération nationale de la libre pensée et des universitaires spécialistes renommés de la laïcité ou du fait religieux, il conserve finalement son poste,. « Certains prennent leurs désirs pour des réalités » écrit Libération dans un retour sur l'affaire en décembre 2020. Le 25 novembre 2020, le même journaliste écrit dans Le Point un nouvel article à charge intitulé « Coexister, une association dans le collimateur du gouvernement ». L'enquête revient sur une intervention de la Secrétaire d'État chargée de la jeunesse Sarah El Haïry auprès d'élèves réunis par la Fédération des centres sociaux et socioculturels de France qui s'est mal passé. La présidente Radia Bakkouch était présente le même jour que Sarah El Haïry, à la restitution du débat, en tant qu'observatrice et sans intervenir. Laurent Grzybowski, journaliste et père du fondateur de l'association Samuel Grzybowski, écrit un article dans La Vie restituant les échanges, qui déplaît à la Secrétaire d’État,. L'article du Point fait le lien avec les polémiques de 2016 à la suite de la tribune #NousSommesUnis, et cite longuement l'essayiste Fiammetta Venner, compagne de Caroline Fourest, et Jean-Pierre Sakoun, président de l'association Comité Laïcité République.
De fait, Coexister travaille sur des sujets sensibles, touchant aux enjeux de l'intégration. Ces thèmes restent sur le devant de la scène médiatique avec les débats préparant la Loi confortant le respect des principes de la République, aussi appelée « loi contre le séparatisme ». Face au constat d'une France de plus en plus diverse, la presse, comme le monde politique, se divise entre les titres favorisant l'assimilation et ceux favorisant le respect des différences. Pour les premiers, la laïcité permet d'effacer les différences, dont l'expression religieuse. Pour les seconds, elle est un cadre juridique permettant l'échange et le dialogue. Chaque camp reproche à l'autre de conduire au repli sur soi et in fine au communautarisme. En 2020, des articles dans Valeurs actuelles et Causeur, classés à droite ou à l'extrême droite de l'échiquier politique, définissent le positionnement de Coexister comme relevant d'un pacifisme munichois, aveugle voire complice de la montée de l'islam politique,,. D'autres articles, notamment dans Le Monde, Libération ou Le Parisien, illustrent son action en faveur de la mixité sociale et de la liberté d'expression,,,.

### Renouvellement (depuis 2021)
Après l'interruption de la plupart de ses événements à cause de l'épidémie de Covid-19, Coexister reprend son activité en 2021 et renouvelle sa présidence. Radia Bakkouch participe à la cinquième édition de l'Interfaith Tour,,. Amine Hjiej est élu pour lui succéder. L'association organise des rencontres, des visites de lieux de cultes, des actions de solidarité et continue d'animer des ateliers de sensibilisations aux préjugés dans les écoles,,. Cette année-là, après trois éditions en 2017, 2018 et 2019, l'association coorganise un quatrième week-end de rencontre des jeunes chrétiens et musulmans dans la Communauté œcuménique et internationale de Taizé, en Bourgogne,,.
Le 6 février 2022, Coexister coorganise une rencontre autour de la figure de Marie dans la Bible et le Coran dans l'église Saint-Sulpice de Paris avec d'autres associations, comme les Scouts et Guides de France, les Scouts musulmans de France, ou encore le Secours catholique. Plus de 800 personnes sont rassemblées pour protester contre le climat de haine, et appeler à la paix et la fraternité,,. Fin 2023, une nouvelle rencontre similaire est organisée dans la mosquée de la Miséricorde.
En 2023, est organisé un Interfaith Tour express en Europe, à travers cinq pays entre Paris et Berlin, où se trouve un groupe local de l'association. Un groupe participe aux Journées mondiales de la jeunesse 2023 à Lisbonne, et à la visite du pape François à Marseille,. L'année suivante, Coexister fête ses quinze ans, et engage des actions dans le contexte de recrudescence des haines liées à la guerre de Gaza depuis 2023,,,,.

## Prix
- 2014 - Prix de l'Interfaith Peace Project, Interfaith California
- 2014 - Golden Rule Award, Parlement des religions, Helsinki
- 2014 - Trophée du Vivre-ensemble, Plateforme de Paris au Sénat[130]
- 2014 - Prix du partage citoyen, Institut Saint Martin de Tours
- 2014 - Prix des ambassadeurs de paix, Fondation pour la paix
- 2014 - Haut patronage européen, Conseil de l'Europe
- 2015 - Prix de l'Interfaith Youth Prize, Religions for Peace
- 2015 - Grand projet présidentiel, La France s'engage
- 2015 - Prix Émile Boutmy, Alumnnis de Sciences Po
- 2015 - Prix #UpgradeYourWorld, Microsoft France
- 2016 - Prix associations de la Fabrique, Aviva France
- 2016 - Entrepreneur social de l'année, Ashoka International[131]
- 2016 - Jeune Leader émergent, Département d'État des États-Unis
- 2016 - Prix du coup de pouce, Trophée EDF
- 2016 - Prix de la laïcité de la République française, pour la vidéo « La laïcité en 3 minutes »[21]
- 2016 - Meilleur influenceur positif, Twitter France[53]
- 2019 - Prix de la laïcité de la République française, pour le site de e-learning « E-Laïcité »[132],[133]
- 2020 - Fonds pour le civisme en ligne de Facebook, Prix du jury et Grand prix du public[134]
- 2024 - Prix Together Towards Tomorrow [135]

## Publications
- Samuel Grzybowski, Tous les chemins mènent à l'autre : Chroniques d'un tour du monde interreligieux, Ivry-sur-Seine, Éditions de l'Atelier, juin 2015, 208 p. (ISBN 978-2-7082-4305-7, BNF 44259992, présentation en ligne)
- Samuel Grzybowski, Manifeste pour une coexistence active, Ivry-sur-Seine, Éditions de l'Atelier, octobre 2015, 112 p. (ISBN 978-2-7082-4330-9, BNF 44485474, présentation en ligne).
- Samuel Grzybowski, Jean-Louis Bianco et Lylia Bouzar, L'après Charlie : 20 questions pour en débattre sans tabou, Paris, Canopé (réseau) et Éditions de l'Atelier, septembre 2015 (ISBN 978-2-7082-4332-3, BNF 44412642, présentation en ligne)
- Victor Grezes, Je suis athée croyez moi, Ivry-sur-Seine, Éditions de l'Atelier, janvier 2016, 144 p. (ISBN 978-2-7082-4473-3, présentation en ligne)
- Samuel Grzybowski, Fraternité radicale, Paris, Les Arènes, octobre 2018, 256 p. (ISBN 978-2-35204-744-5, BNF 45604731, présentation en ligne).
- Coexistez, bons dieux !, Paris, Éditions du Cerf, coll. « Cahier de vacances », mai 2016, 80 p. (ISBN 978-2-204-11190-4, présentation en ligne)